# Tarachodes taboranus
Tarachodes taboranus es una especie de mantis de la familia Tarachodidae.

## Distribución geográfica
Se encuentra en Tanzania.